# Graphania disjugens
Graphania disjugens är en fjärilsart som beskrevs av Walker 1858. Graphania disjugens ingår i släktet Graphania och familjen nattflyn. Inga underarter finns listade i Catalogue of Life.